# A fortiori
A fortiori és una locució adverbial llatina, abreujada de l'original A fortiori ratione, que significa ‘amb més raó o motiu’.
En la lògica aquesta locució llatina serveix per a referir-se a una forma d'argumentació per la qual es treu una conseqüència d'una cosa en vista de la conclusió que s'ha tret d'una altra, per la qual hi havia un més petit motiu. Té com a objectiu refutar errors i precisar veritats ja reconegudes.
Així, per exemple, a fortiori es valora un fet més llunyà amb la llei que d'altre quantitativament:
| « | Si el saber no dóna la tranquil·litat de consciència, menys a fortiori la fornirà la possessió de riqueses. | » |

Es classifica juntament amb a contrario i a pari, del que és el grau immediatament superior, en què la conclusió es formula amb igual força en els termes comparats i difereix sols materialment de a necessario. A fortiori indica solament excés de raó, de força, mentre a necessario expressa la intrínseca lligadura de la conclusió i la premissa, que és per aquella el que la causa necessària és al seu efecte o el principi al derivat d'aquest.
En lògica formal, aquest argument correspon a una implicació que no és una equivalència. Per exemple:
x > 3 ⟹ x > 2.
Alguns teòrics de la lògica, bàsicament de l'escola anglesa com Boole, consideren que l'argument a fortiori i l'axioma de «sumes iguals afegides a sumes iguals, són iguals entre si» són el mateix.